# Celina Martin
Celina Martin (* 27. Juli 1997) ist eine kanadische Schauspielerin.

## Leben
Größere Bekanntheit als Schauspielerin erlangte Martin 2016 durch ihre Rolle der Morgan in der Fernsehserie Das Königreich der Anderen. 2018 spielte sie im Thriller Level 16 mit der Rolle der Sophia eine der Hauptrollen des Films. 2022 war sie im Netflix Original The Imperfects in der größeren Rolle der Hannah Moore zu sehen.

## Filmografie (Auswahl)
- 2012: Skyrim: The Arrival – Prologue (Kurzfilm)
- 2016: Electra Woman and Dyna Girl (Miniserie, Episode 1x01)
- 2016: Das Königreich der Anderen (The Other Kingdom, Fernsehserie, 20 Episoden)
- 2017: iZombie (Fernsehserie, Episode 3x02)
- 2017: Public Schooled
- 2018: Level 16
- 2018: Dead Inside (Fernsehserie, Episode 1x01)
- 2019: The Banana Splits Movie
- 2020: Spotlight on Christmas (Fernsehfilm)
- 2022: The Imperfects (Fernsehserie, 8 Episoden)